# Udo Bölts
Udo Bölts (* 10. August 1966 in Heltersberg) ist ein ehemaliger deutscher Radrennfahrer. Nach Ende seiner aktiven Karriere im Jahr 2003 war er bis Mai 2007 Sportlicher Leiter beim Team Gerolsteiner.
Bölts war einer der erfolgreichsten deutschen Straßenfahrer. Er galt als kampfbetont und war häufig in Ausreißergruppen vertreten. Nach eigener Aussage nahm er in den Jahren 1996 und 1997 Dopingmittel.

## Laufbahn
Bölts war bereits als Amateur erfolgreich und Mitglied der Nationalmannschaft. Er gewann u. a. 1987 das Rennen Rund um den Henningerturm. Seine Profikarriere begann Bölts 1989 beim Team Stuttgart, aus dem 1991 das Team Telekom (später Team T-Mobile) hervorging.

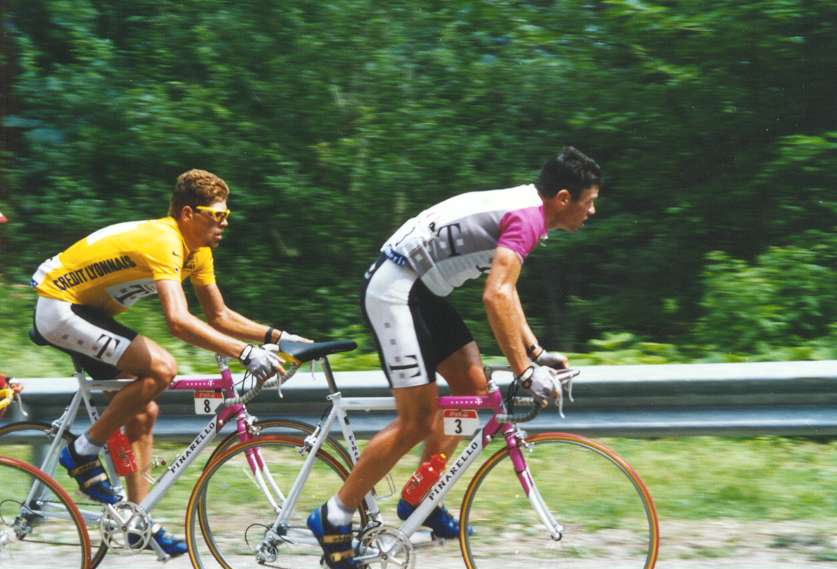
Bölts führt Jan Ullrich bei der Tour de France 1997 über die Vogesen.

Von 1992 bis 2003 hat Bölts zwölf Mal in ununterbrochener Reihenfolge an der Tour de France teilgenommen und ist das Rennen jedes Mal bis zum Ende durchgefahren. Hiermit war er „deutscher Rekordhalter“, bis Jens Voigt im Jahr 2009 zum zwölften Mal bei der Tour startete und sie 2012 bei seiner fünfzehnten Teilnahme zum zwölften Mal beendete. Seine beste Platzierung bei dem wichtigsten Straßenradrennen der Welt holte Bölts 1994 mit einem neunten Platz. 1996 und 1997 war Bölts Helfer der jeweiligen Toursieger Bjarne Riis und Jan Ullrich.
Zu seinen größten Erfolgen zählen drei deutsche Straßen-Meistertitel (1990, 1995, 1999), der Sieg bei der Clásica San Sebastián 1996 sowie ein Erfolg bei einer Bergetappe des Giro d’Italia 1992. Insbesondere gelang ihm 1997 als erstem und einzigem deutschen Fahrer der Gesamtsieg beim Critérium du Dauphiné Libéré. 1997 erreichte er bei der Straßen-Radweltmeisterschaft den vierten Platz.
Vor seiner letzten Saison 2003 wechselte Udo Bölts zum Team Gerolsteiner. Ab 2004 war Bölts einer der Sportlichen Leiter im Team und für Rennbetreuung, Teamzusammenstellung, Wettkampfplanung sowie Kontakte zu Veranstaltern, anderen Teams und Fahrern zuständig.
Bei der Tour de France 2006 arbeitete Bölts als Experte für das ZDF. Er arbeitet heute im Mountainbikepark Pfälzerwald. Er ist der Bruder von Hartmut Bölts, der ebenfalls Radprofi war.

## Dopinggeständnis
Im Rahmen der Doping-Affäre Team Telekom gab Bölts am 23. Mai 2007 zu, 1996 mit der Einnahme von EPO und Wachstumshormonen begonnen zu haben, um an der Tour de France 1996 teilnehmen zu können. Bis einschließlich 1997 habe er die Einnahme fortgeführt. Zuvor hatten Bert Dietz und Christian Henn, ehemals im Team Telekom Kollegen Bölts’, die Einnahme von Doping zugegeben. Als Konsequenz aus dem Doping-Geständnis stellte Bölts am 24. Mai 2007 seinen Posten als sportlicher Leiter beim Team Gerolsteiner zur Verfügung.
Jef D’hont beschuldigte u. a. in seinem im April 2007 erschienenen Buch Memoires van een wieler-verzorger (Erinnerungen eines Radfahrer-Pflegers) das Team Telekom des organisierten und systematischen Dopings mit EPO in den frühen 90er Jahren. Sowohl Athleten, darunter die Tour-de-France-Gewinner Bjarne Riis und Jan Ullrich, als auch Ärzte und Funktionäre des Teams seien daran wissentlich beteiligt gewesen. Aufgrund der Vorwürfe von D’hont erstattete der Dopingforscher Werner Franke Strafanzeige gegen die verantwortlichen Freiburger Ärzte des Team Telekom.

## Zitate
Als sein Teamkapitän Jan Ullrich 1997 als Gesamtführender auf der 18. Etappe der Tour de France in den Vogesen schwächelte, feuerte er ihn mit dem Spruch an: „Quäl dich, du Sau!“. Der Satz ist seitdem in die Radsport-Folklore eingegangen. Bölts benannte 2006 seine Autobiografie danach.
Sein langjähriger Teamchef Walter Godefroot sagte über Bölts, als dieser nahezu ohne Vorbereitung 2000 am Ironman Hawaii teilgenommen hatte: „Die Bölts ist so stärk, die geht niemals kapütt.“ Bölts kam etwa 1:40 h nach dem Sieger ins Ziel und belegte einen Platz unter den besten 12 %.

## Erfolge
1990
- Deutscher Meister Straße
- Gesamtwertung Herald Sun Tour

1992
- eine Etappe Baskenland-Rundfahrt
- eine Etappe Giro d’Italia

1994
- zwei Etappen Herald Sun Tour
- Rund um Köln

1995
- Deutscher Meister Straße

1996
- eine Etappe Tour de Suisse
- Clásica San Sebastián

1997
- GP Gippingen
- Gesamtwertung Dauphiné Libéré

1998
- Grand Prix de Wallonie
- eine Etappe Euskal Bizikleta

1999
- Deutscher Meister Straße

2000
- eine Etappe Deutschland Tour
- Platz 168 beim Ironman Hawaii

2011
- Cape Epic Masters (mit Carsten Bresser)

2016
- Cape Epic Grand Masters (mit Robert Sim)

2018
- Cape Epic Grand Masters (mit Robert Sim)

## Ehrungen
- 1997: Bambi
- 2003: Verdienstorden des Landes Rheinland-Pfalz

## Publikationen
- Quäl dich, du Sau. Die Autobiographie. Mit Klaus D. Kullmann und Hennes Roth. Covadonga Verlag Bielefeld 2006